# Verzée
Die Verzée ist ein Fluss in Frankreich, der in der Region Pays de la Loire verläuft. Sie entspringt im Gemeindegebiet von Soudan, entwässert generell Richtung Ost bis Südost und mündet nach rund 52 Kilometern im Stadtgebiet von Segré als rechter Nebenfluss in den Oudon.
Auf ihrem Weg durchquert die Verzée die Départements Loire-Atlantique und Maine-et-Loire.

## Orte am Fluss
- Pouancé
- Armaillé
- Noëllet
- Le Tremblay
- Le Bourg-d’Iré
- Sainte-Gemmes-d’Andigné
- Segré